# Долинск-Сокол (аэродром)
1. перенаправление Сокол-Долинск (аэродром)